# Memphis (Egypten)
 For alternative betydninger, se Memphis. (Se også artikler, som begynder med Memphis)
Memphis var en by i oldtidens Egypten. Den var hovedstad i den første nome i Nedre Egypten og i det gamle rige fra grundlæggelsen til omkring år 1300 f.v.t. Ruinerne af Memphis ligger 19 km syd for Kairo på Nilens vestbred, tæt på pyramiderne i Saqqara. Nutidsbyerne Mit Rahina, Dahshur, Saqqara, Abusir, Abu Gorab og Zawyet el'Aryan, syd for Kairo, ligger alle indenfor det, der var Memphis' administrative grænser.
På oldegyptisk var byens navn Ineb Hedj, De Hvide Mure. Navnet Memphis er en græsk forvanskning af navnet på Pepi I's pyramide, Men-nefer, som blev til Menfe på koptisk. I oldtidens egypten var Memphis også kendt som Ankh Tawy, Den Som Binder De To Lande, på grund af dens position tæt ved grænsen mellem Øvre og Nedre Egypten.
Placeringen var ideel politisk set, og sikkert også trafikalt, men ikke byggeteknisk. Herodot fortæller, at det var nødvendigt at bygge en dæmning, for at byen kunne bygges, og at denne dæmning i persertiden var stærkt bevogtet og blev forstærket hvert år, for at byen ikke skulle blive oversvømmet.
Historikeren Manethon, der skrev på græsk, kaldte byen Hi-Ku-P'tah, Stedet for Ptahs Ka. Dette blev på græsk til Aί γυ πτoς (Ai-gy-ptos), som blev til latin AEGYPTVS og dansk Egypten. Ordet koptisk menes også at stamme herfra.
Memphis er grundlagt omkring 3100 f.v.t. Både Hor-Aha og Menes tilskrives æren for grundlæggelsen. Det er muligt, at det er to navne for den samme person. Med omkring 30 000 indbyggere var Memphis verdens største by fra grundlæggelsen til ca. 2250 og igen fra 1557 til 1400.
Under det 6. dynasti nåede Memphis højdepunktet af sin prestige som centrum for Ptahkulten. Den havde en kort nedgangsperiode efter 18. dynasti, hvor Theben havde stærk fremgang. De persiske satrapper genoplivede den, men med grundlæggelsen af Alexandria blev Memphis henvist til en placering som Egyptens næststørste by, en placering den holdt indtil grundlæggelsen af al-Fustat i 641 e.v.t. Derefter blev Memphis mere eller mindre forladt, og byggematerialer blev fjernet for at blive genbrugt. Endnu i det 12. århundrede var det en imponerende ruinby, men snart var der kun lave murrester og spredte sten tilbage.
Resterne af Ptahs og Apis' templer er fundet, såvel som nogle få statuer, heraf to 4 meter høje i alabast forestillende Ramses 2..